# Władysław Jasiński (lekarz)

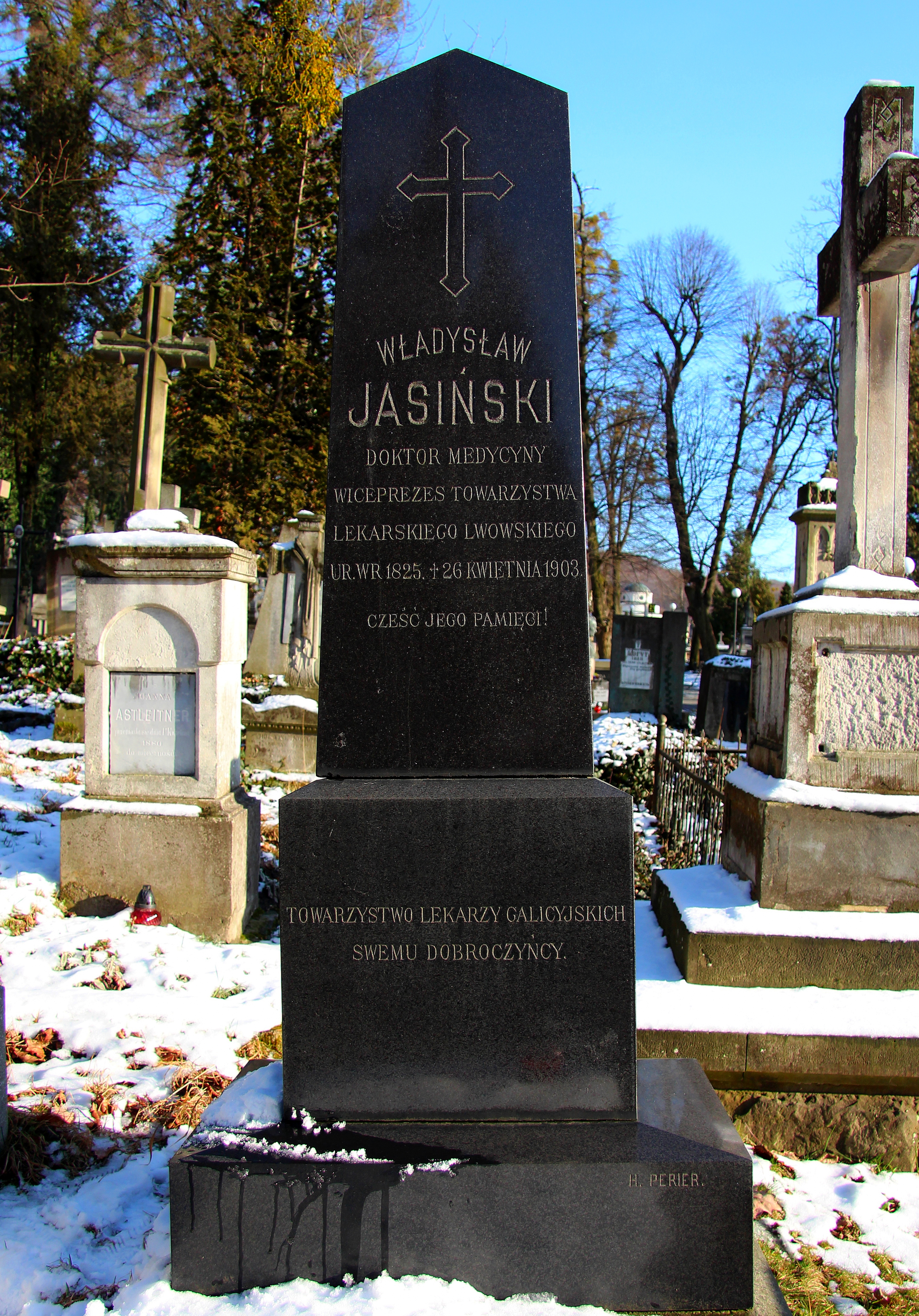

Władysław Jasiński (ur. 1827 w obwodzie jasielskim, zm. 26 kwietnia 1903 we Lwowie) – polski lekarz.
Uczęszczał do szkół średnich w Drohobyczu i Brzeżanach, następnie ukończył kurs filozoficzny we Lwowie. W latach 1849–1855 studiował medycynę (a także filologię klasyczną i angielską) w Wiedniu. W 1855 uzyskał stopień doktora medycyny i chirurgii oraz magistra akuszerii. Przez dwa lata pracował w klinice we Lwowie, w 1857 powrócił do Wiednia, gdzie uzupełniał wykształcenie. W latach 1858–1860 służył w wojsku austriackim, odbył także podróż po uzdrowiskach Niemiec, Szwajcarii, Francji i Anglii.
W 1860 osiadł we Lwowie. Był m.in. prymariuszem w szpitalach więziennych Brygidek i Marii Magdaleny, pracował także jako lekarz przy Akademii Rolniczej w Dublanach. Należał do Galicyjskiego Towarzystwa Gospodarskiego. W połowie lat 70. ograniczył aktywność zawodową ze względu na kłopoty zdrowotne; skutecznie leczył się zimną wodą i w kolejnych latach propagował ten sposób leczenia. Publikował artykuły na łamach czasopism fachowych.
Źródła:
- Edward Stocki, Władysław Jasiński, w: Polski Słownik Biograficzny, tom XI, 1964-1965